# Tarphops elegans
Tarphops elegans är en fiskart som beskrevs av Amaoka, 1969. Tarphops elegans ingår i släktet Tarphops och familjen Paralichthyidae. Inga underarter finns listade i Catalogue of Life.